# 李濟善
李濟善（리제선，1938年—），北韓政治家，任職原子能總局局長、朝鮮勞動黨中央委員會中央候補委員、最高人民會議代議員。他是北韓核計劃的發起人和主事之一，故被稱為「北韓原子能界之父」。

## 生平
李濟善於金日成綜合大學核物理學系畢業，並曾於苏联留學。1997年8月，出任原子能總局局長，負責管理北韓境內所有核開發室。翌年，首次當選為最高人民會議代議員。2002年，致信國際原子能機構總幹事巴拉迪，要求該組織撤除監察北韓核設備的攝影機，但未能成功。雖然如此，但他在2003年還是獲得金日成勛章，並成功連任為代議員。2009年，他第三度出任代議員一職。在隨後的一年，入選黨中央委員會的候補委員名單。2013年，被委任為新成立的內閣原子能工業部部長。次年3月，他在該屆的最高人民會議再度當選。